# Manuel de Saralegui y Medina
Manuel de Saralegui y Medina (Ferrol, Corunya, Galícia, 4 de juny de 1851 — Madrid, 20 d'agost de 1926), fou un marí, filòleg i historiador gallec, fill del marí i publicista Leandro de Saralegui y Fernández-Núñez, germà del marí, historiador i acadèmic Leandro de Saralegui y Medina, oncle del marí i sociòleg Alfredo de Saralegui y Casellas i besoncle de l'historiador de l'art i erudit Leandro de Saralegui y López-Castro.
Capità de Corbeta de l'Armada Espanyola (retirat), fou fill de l'intendent de Marina Leandro de Saralegui y Fernández-Núñez (Ferrol, 1814 - 1893) i Josefina de Medina y Canals (Tui, Pontevedra, Galícia, 1821-Ferrol, 1888), filla de Juan de Medina, coronel governador de Tui. L'any 1913, amb motiu dels seus treballs lexicogràfics, va ser elegit acadèmic de número de la Reial Acadèmia Espanyola, cadira j, de la qual va prendre possessió el 31 de maig de 1914 amb el discurs titulat El desarrollo del léxico: neologismos, extranjerismos. Va ser també corresponent a Madrid de les Reials de la Història (1904), Galega (1910), cofundada pel seu germà Leandro de Saralegui y Medina, i Sevillana de Buenas Letras (1916). Fou membre de la Real Sociedad Económica Matritense de Amigos del País i cap d'adquisicions de la Compañía Arrendataria de Tabacos.

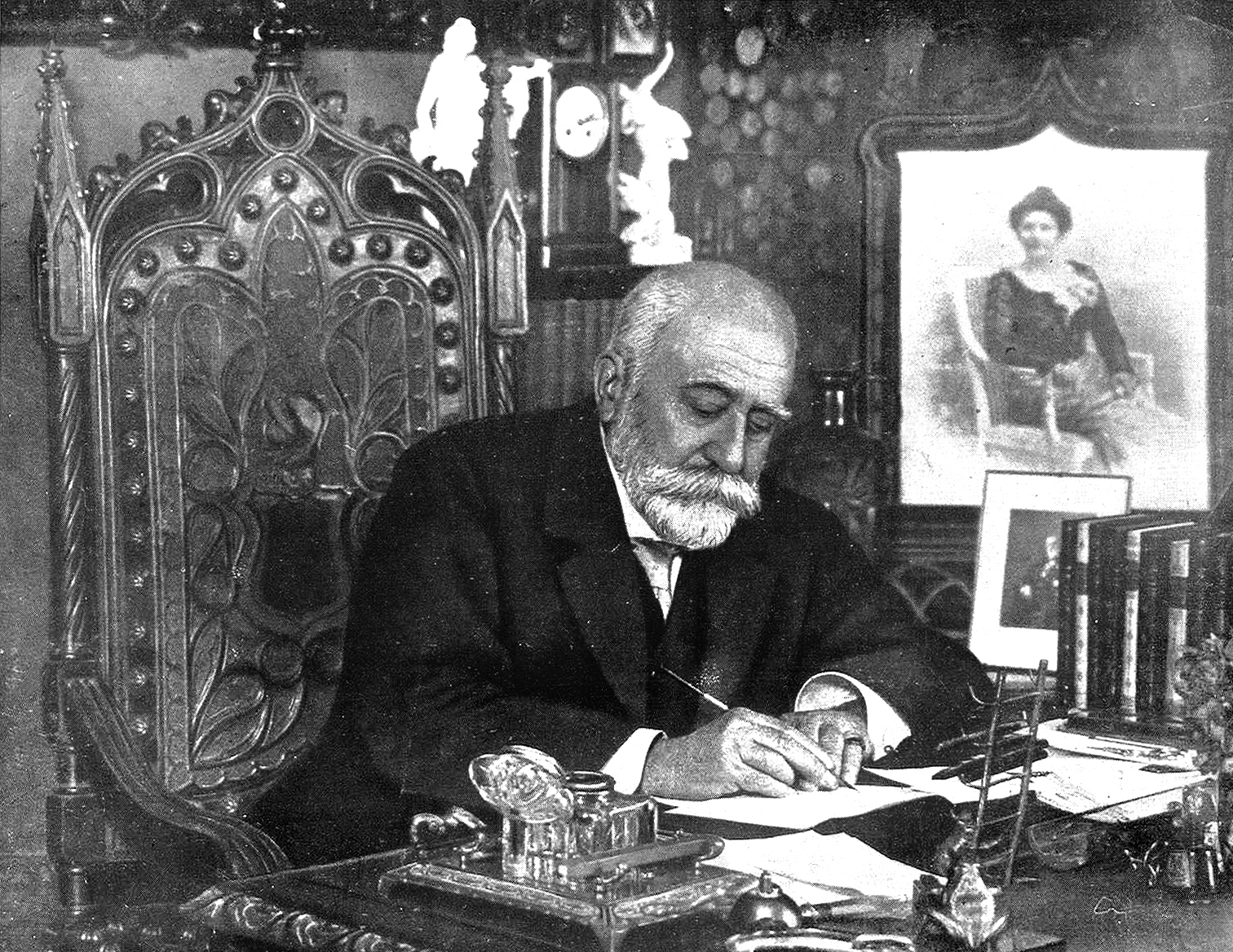
Manuel de Saralegui y Medina al seu gabinet.

## Obres destacades
- Lo siento mucho: consideraciones y documentos relativos al famoso ingenio del hidalgo Blasco de Garay (1913). Madrid: Imp. Hijos de M. G. Hernández.
- Alonso de Santa Cruz: inventor de las cartas esféricas de navegación (1914). Madrid: Imp. Hijos de M. G. Hernández.
- Refranero español naútico y metereológico (1917). Sevilla: Extramuros (2009).
- Los monumentos megalíticos en España (1918). Madrid: Imp. Hijos de M. G. Hernández.
- Escarceos filológicos. Colección de artículos publicados en varias revistas (1926-28). Madrid: Espasa-Calpe (4 v.).

## Honors i distincions
- Gran Creu d'Isabel la Catòlica